# Краснопартизанский (Волгоградская область)
Краснопартизанский — посёлок в Светлоярском районе Волгоградской области России. Входит в Приволжское сельское поселение.

## География
Посёлок расположен в степи в пределах западной покатости Ергенинской возвышенности, относящейся к Восточно-Европейской равнине, в верховьях реки Гнилой Аксай. Средняя высота над уровнем моря — около 115 метров. В окрестностях посёлка распространены каштановые солонцеватые и солончаковые почвы.
Расстояние до областного центра города Волгограда (до центра города) составляет 110 км, до районного центра посёлка Светлый Яр — 87 км, до административного центра сельского поселения посёлка Приволжский — около 27 км.

## История
Основан как отделение № 3 совхоза № 8 «Приволжский». Наименование «Краснопартизанский» присвоено решением Волгоградского облисполкома от 10 сентября 1966 года № 20/531.

## Население
Динамика численности населения
| 1987 | 2002 |
| ---- | ---- |
| ≈260 | 393  |

| 2010 |
| ---- |
| 97   |

## Инфраструктура
Личное подсобное хозяйство.

## Транспорт
Подъезд с твёрдым покрытием к посёлку отсутствует.
Ближайшая железнодорожная станция Абганерово железнодорожной ветки Волгоград—Тихорецкая Волгоградского региона Приволжской железной дороги расположена в 12 км к западу от Краснопартизанского в посёлке Абганерово.